# الیکس ویدال
الیکس ویدال پارئو (اسپانیایی: Aleix Vidal Parreu‎؛ زادهٔ اوت۲۱ مهٔ ۱۹۸۹) بازیکن فوتبال اهل اسپانیا است که در پست دفاع راست بازی می کند.
وی همچنین در تیم ملی فوتبال اسپانیا بازی کرده‌است.

## افتخارات

### باشگاهی
سویا
- لیگ اروپا: ۱۵–۲۰۱۴

بارسلونا
- لا لیگا: ۱۶–۲۰۱۵
- کوپا دل ری: ۱۶–۲۰۱۵، ۱۷–۲۰۱۶
- سوپر جام فوتبال اسپانیا: ۲۰۱۶

### فردی
- لیگ اروپا: ترکیب فصل ۱۵–۲۰۱۴[۱]